# Acartauchenius sardiniensis
Acartauchenius sardiniensis är en spindelart som beskrevs av Jörg Wunderlich 1995. Acartauchenius sardiniensis ingår i släktet Acartauchenius och familjen täckvävarspindlar. Inga underarter finns listade i Catalogue of Life.